# Hansjörg Sumi
Hansjörg Sumi, född 19 januari 1959 i Saanen i Bern, är en schweizisk tidigare backhoppare. Han representerade Ski-Club Gstaad. 

## Karriär
Hansjörg Sumi startade sin internationella karriär under tysk-österrikiska backhopparveckan säsongen 1976/1977. I öppningstävlingen i Schattenbergschanze i västtyska Oberstdorf 30 december 1976 blev han nummer 66 av 71 startande. I öppningstävlingen i backhopparveckan säsongen 1978/1979 i Oberstdorf, blev han bland de tio bästa då han blev nummer åtta. Säsongen 1978/1979 blev hans bästa i backhopparveckan. Han blev nummer 2 sammanlagt, 19,4 poäng efter segrande Pentti Kokkonen från Finland och 1,8 poäng före Jochen Danneberg från Östtyskland.
Sumi deltog från starten i världscupen, som arrangerades första gången säsongen 1979/1980. Sumi blev nummer 4 i den allra första världscuptävlingen i Cortina d'Ampezzo i Italien 27 december 1979. Tävlingen blev en trippel-triumf för Österrike där Toni Innauer vann före landsmännen Hubert Neuper och Alfred Groyer. I stora hemmabacken i Gstaad 29 februari vann Sumi sin första deltävling i världscupen. Han blev första backhopparen från Schweiz som vann en världscuptävling. Sumi vann 0,8 poäng före Roger Ruud från Norge och 2,4 poäng före Hubert Neuper. Första säsongen var Sumis bästa i världscupen. Han blev nummer 8 sammanlagt. Hubert Neuper vann den allra första världscupen sammanlagt, före landsmannen Armin Kogler.
Hansjörg Sumi tävlade i olympiska spelen 1980 i Lake Placid i USA. I normalbacken blev Sumi nummer nio, 6,6 poäng från prispallen, och i stora backen blev han nummer sju, 6,8 poäng från en bronsmedalj. 
I Skid-VM 1982 i Holmenkollen i Oslo tävlade Sumi i de individuella grenarna. Han misslyckades något och slutade som nummer 30 i normalbacken (Midtstubakken) och nummer 49 av 55 startande i stora backen.
Sumi startade i olympiska spelen 1984 i Sarajevo i dåvarande Jugoslavien. Han fick inga större framgångar under detta OS och slutade som nummer 32 i normalbacken och nummer 22 i stora backen. Sumi avslutade sin backhoppningskarriär 1984.